# Margarinotus sexstriatus
Margarinotus sexstriatus är en skalbaggsart som först beskrevs av J. L. Leconte 1851.  Margarinotus sexstriatus ingår i släktet Margarinotus och familjen stumpbaggar.

## Underarter
Arten delas in i följande underarter:
- M. s. jacobianus
- M. s. sexstriatus